# Eleições parlamentares no Brasil em 2010
As eleições parlamentares no Brasil em 2010 ocorreram no domingo, 3 de outubro, como parte das eleições gerais daquele ano. Nesta data, foram definidos os novos ocupantes de 54 dos 81 assentos do Senado Federal e de todos os 513 assentos da Câmara dos Deputados. O pleito foi marcado pelo avanço do bloco Lulista, reunido ao redor da coalizão governista Para o Brasil seguir mudando. Por outro lado, a coalizão de oposição O Brasil pode mais perdeu o controle de quantia significativa dos assentos em ambas as casas.

## Informação
De acordo com a Constituição Federal, cada estado é representado por três Senadores eleito pela maioria dos votos. Eles são eleitos diretamente para um mandato de oito anos, sem limite no número de mandatos. Alternadamente, um terço (27) e dois terços (54) dos assentos são colocados em disputa a cada quatro anos. Em 2006, um terço dos assentos foram colocados em disputa e, assim sendo, em 2010 foram dois terços, o que correspondeu a dois Senadores eleitos por cada estado e pelo Distrito Federal.
A Câmara dos Deputados representa o povo de cada estado e do Distrito Federal, e seus membros são eleitos pelo sistema de representação proporcional, uma vez que o princípio do federalismo é adotado como forma de governo no país. Os deputados federais são eleitos diretamente para um mandato de quatro anos, sem limite no número de mandatos. Cada estado tem direito a um número diferente de deputados federais, dependendo de seu número de habitantes.

## Resultado
Em 2010, 22 dos 27 partidos políticos do Brasil conseguiram eleger ao menos um representante na Câmara, enquanto 15 deles foram capazes de eleger ao menos um senador.
Como resultado da chamada "onda vermelha", o Partido dos Trabalhadores (PT) se tornou o maior partido da Câmara pela primeira vez na história, devendo eleger o próximo presidente da casa. Os partidos que integraram sua coalizão, Para o Brasil seguir mudando, elegeram 311 deputados. O único partido da coalizão que perdeu assentos na Câmara foi o Partido do Movimento Democrático Brasileiro (PMDB), enquanto o Partido da República (PR) teve o maior ganho, elegendo 16 deputados a mais que em 2006. No Senado, a coalizão governista conquistou 39 assentos, contra 10 da oposição liderada pelo Partido da Social Democracia Brasileira (PSDB). O PT atingiu uma votação histórica na casa, elegendo 12 Senadores e se tornando o segundo maior partido do Senado pela primeira vez, atrás apenas do PMDB. Os outros partidos da coalizão não tiveram ganhos significativos no Senado, com exceção do Partido Comunista do Brasil (PCdoB), que conseguiu eleger a primeira Senadora comunista da história (Vanessa Grazziotin do Amazonas).
O bloco de oposição, por outro lado, sofreu grandes perdas em ambas as casas. O Democratas (DEM), atualmente segundo maior partido no Senado, caiu para a quarta posição, mantendo o controle de apenas seis assentos a partir de 2010, mesma quantidade que o Partido Trabalhista Brasileiro (PTB), da mesma coalizão. O partido também obteve uma enorme derrota na Câmara, perdendo 22 assentos, seguido de seu principal aliado, o PSDB, que perdeu 13. No total, os partidos que integraram a coalizão O Brasil pode mais perderam o controle de 44 assentos na Câmara e 11 no Senado. Membros influentes da oposição durante o governo Lula, como Arthur Virgílio, Heráclito Fortes, Marco Maciel e Tasso Jereissati não conseguiram se reeleger e não servirão mais à população de seus estados no Congresso Nacional.
Dentre os outros partidos de oposição, o Partido Socialismo e Liberdade (PSOL) conseguiu eleger dois Senadores, conquistando um assento a mais do que a atual legislatura. Também manteve seus três assentos na Câmara. O Partido Verde (PV) ganhou dois assentos extras na Câmara, apesar de ter perdido seu único assento no Senado.
| Coalizão                                | Partido       | Partido       | Câmara     | Câmara | Câmara   | Câmara | Senado      | Senado | Senado           | Senado          | Senado |
| Coalizão                                | Partido       | Partido       | Votos      | %      | Assentos | +/–    | Votos       | %      | Assentos eleitos | Assentos totais | +/–    |
| --------------------------------------- | ------------- | ------------- | ---------- | ------ | -------- | ------ | ----------- | ------ | ---------------- | --------------- | ------ |
| Governista Para o Brasil seguir mudando |               | PT            | 16.289.199 | 16,9   | 88       | +5     | 39.410.141  | 23,1   | 11               | 14              | +7     |
| Governista Para o Brasil seguir mudando |               | PMDB          | 12.537.252 | 13,0   | 79       | –10    | 23.998.949  | 14,1   | 16               | 20              | +3     |
| Governista Para o Brasil seguir mudando |               | PR            | 7.311.655  | 7,6    | 41       | +16    | 4.649.024   | 2,7    | 3                | 4               | —      |
| Governista Para o Brasil seguir mudando |               | PSB           | 6.851.053  | 7,1    | 34       | +7     | 6.129.463   | 3,6    | 3                | 3               | —      |
| Governista Para o Brasil seguir mudando |               | PDT           | 4.854.602  | 5,0    | 28       | +4     | 2.431.940   | 1,4    | 2                | 4               | –2     |
| Governista Para o Brasil seguir mudando |               | PSC           | 3.072.546  | 3,2    | 17       | +8     | 1.247.157   | 0,7    | 1                | 1               | —      |
| Governista Para o Brasil seguir mudando |               | PCdoB         | 2.748.290  | 2,8    | 15       | +2     | 12.561.716  | 7,4    | 1                | 2               | +1     |
| Governista Para o Brasil seguir mudando |               | PRB           | 1.633.500  | 1,7    | 8        | +7     | 3.332.886   | 2,0    | 1                | 1               | –1     |
| Governista Para o Brasil seguir mudando |               | PTC           | 595.431    | 0,6    | 1        | –2     | 282.629     | 0,2    | 0                | 0               | —      |
| Governista Para o Brasil seguir mudando |               | PTN           | 182.926    | 0,2    | 0        | —      | 6.013       | 0,0    | 0                | 0               | —      |
| Governista Para o Brasil seguir mudando | Total         | Total         | 56.076.454 | 58,1   | 311      | +37    | 94.049.918  | 55,2   | 39               | 49              | +8     |
| Oposição O Brasil pode mais             |               | PSDB          | 11.477.380 | 11,9   | 53       | –13    | 30.903.736  | 18,1   | 5                | 11              | –5     |
| Oposição O Brasil pode mais             |               | DEM           | 7.301.171  | 7,6    | 43       | –22    | 10.225.883  | 6,0    | 2                | 6               | –7     |
| Oposição O Brasil pode mais             |               | PTB           | 4.038.239  | 4,2    | 21       | –2     | 7.999.589   | 4,7    | 1                | 6               | –1     |
| Oposição O Brasil pode mais             |               | PPS           | 2.536.809  | 2,6    | 12       | –10    | 6.766.517   | 4,0    | 1                | 1               | +1     |
| Oposição O Brasil pode mais             |               | PMN           | 1.086.705  | 1,1    | 4        | +1     | 241.321     | 0,1    | 1                | 1               | +1     |
| Oposição O Brasil pode mais             |               | PTdoB         | 642.422    | 0,7    | 3        | +2     | 1.480.846   | 0,9    | 0                | 0               | —      |
| Oposição O Brasil pode mais             | Total         | Total         | 27.082.726 | 28,0   | 136      | –44    | 57.617.892  | 33,8   | 10               | 25              | –11    |
| Partidos Independentes                  |               | PP            | 6.330.062  | 6,6    | 41       | —      | 9.170.015   | 5,4    | 4                | 5               | +3     |
| Partidos Independentes de oposição      |               | PV            | 3.710.366  | 3,8    | 15       | +2     | 5.047.797   | 3,0    | 0                | 0               | –1     |
| Partidos Independentes de oposição      |               | PSOL          | 1.142.737  | 1,2    | 3        | —      | 3.041.854   | 1,8    | 2                | 2               | +1     |
| Governista Fora de coalizão             |               | PHS           | 764.412    | 0,8    | 2        | —      | 305.793     | 0,2    | 0                | 0               | —      |
| Governista Fora de coalizão             |               | PSL           | 499.963    | 0,5    | 1        | +1     | 446.517     | 0,3    | 0                | 0               | —      |
| Governista Fora de coalizão             |               | PRTB          | 307.925    | 0,3    | 2        | +2     | 74.478      | 0,0    | 0                | 0               | —      |
| Governista Fora de coalizão             |               | PRP           | 307.188    | 0,3    | 2        | +2     | 0           | 0,0    | 0                | 0               | —      |
| Outros                                  | Outros        | Outros        | 358.178    | 0,4    | 0        | —      | 677.309     | 0,4    | 0                | 0               | —      |
| Votos válidos                           | Votos válidos | Votos válidos | 96.580.011 | 100,0  | 513      | —      | 170.431.573 | 100,0  | 45               | 81              | —      |
| Fontes: Câmara, Senado                  |               |               |            |        |          |        |             |        |                  |                 |        |

| Assentos da Câmara de Deputados | Assentos da Câmara de Deputados | Assentos da Câmara de Deputados | Assentos da Câmara de Deputados | Assentos da Câmara de Deputados |
| ------------------------------- | ------------------------------- | ------------------------------- | ------------------------------- | ------------------------------- |
|                                 |                                 |                                 |                                 |                                 |
| PT                              | PT                              |                                 | 17,1%                           | 17,1%                           |
| PMDB                            | PMDB                            |                                 | 15,3%                           | 15,3%                           |
| PSDB                            | PSDB                            |                                 | 10,3%                           | 10,3%                           |
| DEM                             | DEM                             |                                 | 8,3%                            | 8,3%                            |
| PR                              | PR                              |                                 | 7,9%                            | 7,9%                            |
| PP                              | PP                              |                                 | 7,9%                            | 7,9%                            |
| PSB                             | PSB                             |                                 | 6,6%                            | 6,6%                            |
| PDT                             | PDT                             |                                 | 5,4%                            | 5,4%                            |
| PTB                             | PTB                             |                                 | 4%                              | 4%                              |
| PSC                             | PSC                             |                                 | 3,3%                            | 3,3%                            |
| PV                              | PV                              |                                 | 2,9%                            | 2,9%                            |
| PCdoB                           | PCdoB                           |                                 | 2,9%                            | 2,9%                            |
| PPS                             | PPS                             |                                 | 2,3%                            | 2,3%                            |
| PRB                             | PRB                             |                                 | 1,5%                            | 1,5%                            |
| Outros                          | Outros                          |                                 | 2,8%                            | 2,8%                            |

| Assentos do Senado Federal pós-eleição | Assentos do Senado Federal pós-eleição | Assentos do Senado Federal pós-eleição | Assentos do Senado Federal pós-eleição | Assentos do Senado Federal pós-eleição |
| -------------------------------------- | -------------------------------------- | -------------------------------------- | -------------------------------------- | -------------------------------------- |
|                                        |                                        |                                        |                                        |                                        |
| PMDB                                   | PMDB                                   |                                        | 24,6%                                  | 24,6%                                  |
| PT                                     | PT                                     |                                        | 17,3%                                  | 17,3%                                  |
| PSDB                                   | PSDB                                   |                                        | 13,5%                                  | 13,5%                                  |
| DEM                                    | DEM                                    |                                        | 7,4%                                   | 7,4%                                   |
| PTB                                    | PTB                                    |                                        | 7,4%                                   | 7,4%                                   |
| PP                                     | PP                                     |                                        | 4,9%                                   | 4,9%                                   |
| PR                                     | PR                                     |                                        | 4,9%                                   | 4,9%                                   |
| PDT                                    | PDT                                    |                                        | 4,9%                                   | 4,9%                                   |
| PSB                                    | PSB                                    |                                        | 3,7%                                   | 3,7%                                   |
| PCdoB                                  | PCdoB                                  |                                        | 2,4%                                   | 2,4%                                   |
| PSOL                                   | PSOL                                   |                                        | 2,4%                                   | 2,4%                                   |
| PPS                                    | PPS                                    |                                        | 1,2%                                   | 1,2%                                   |
| PRB                                    | PRB                                    |                                        | 1,2%                                   | 1,2%                                   |
| PSC                                    | PSC                                    |                                        | 1,2%                                   | 1,2%                                   |
| PMN                                    | PMN                                    |                                        | 1,2%                                   | 1,2%                                   |

### Resultados por unidade federativa
| Percentual de votos dos partidos por unidade federativa | Percentual de votos dos partidos por unidade federativa | Percentual de votos dos partidos por unidade federativa | Percentual de votos dos partidos por unidade federativa | Percentual de votos dos partidos por unidade federativa | Percentual de votos dos partidos por unidade federativa | Percentual de votos dos partidos por unidade federativa | Percentual de votos dos partidos por unidade federativa | Percentual de votos dos partidos por unidade federativa | Percentual de votos dos partidos por unidade federativa | Percentual de votos dos partidos por unidade federativa |      |
| Unidade federativa                                      | PT                                                      | PMDB                                                    | PSDB                                                    | PP                                                      | DEM                                                     | PR                                                      | PSB                                                     | PDT                                                     | Outros                                                  |                                                         |      |
| ------------------------------------------------------- | ------------------------------------------------------- | ------------------------------------------------------- | ------------------------------------------------------- | ------------------------------------------------------- | ------------------------------------------------------- | ------------------------------------------------------- | ------------------------------------------------------- | ------------------------------------------------------- | ------------------------------------------------------- | ------------------------------------------------------- | ---- |
| Unidade federativa                                      | Acre                                                    | 24,3                                                    | 12,5                                                    | 19,4                                                    | 9,9                                                     | 0,4                                                     | 0,7                                                     | 0,2                                                     | Outros                                                  | 1,1                                                     | 31,5 |
| Amapá                                                   | 17,5                                                    | 9,5                                                     | 6,7                                                     | 4,4                                                     | 5,8                                                     | 2,9                                                     | 10,7                                                    | 12,5                                                    | 29,9                                                    |                                                         |      |
| Amazonas                                                | 11,6                                                    | 13,3                                                    | 1,1                                                     | 17,2                                                    | 12,0                                                    | 9,1                                                     | 4,7                                                     | 0,4                                                     | 30,6                                                    |                                                         |      |
| Pará                                                    | 21,3                                                    | 24,4                                                    | 14,9                                                    | 2,7                                                     | 3,9                                                     | 4,4                                                     | 2,0                                                     | 4,3                                                     | 21,9                                                    |                                                         |      |
| Rondônia                                                | 15,5                                                    | 23,8                                                    | 2,6                                                     | 15,2                                                    | 0,1                                                     | 2,9                                                     | 8,6                                                     | 3,7                                                     | 27,6                                                    |                                                         |      |
| Roraima                                                 | 3,6                                                     | 24,1                                                    | 11,1                                                    | 7,1                                                     | 12,1                                                    | 8,7                                                     | 3,7                                                     | 1,5                                                     | 28,0                                                    |                                                         |      |
| Tocantins                                               | 8,3                                                     | 22,1                                                    | 8,0                                                     | 6,2                                                     | 11,3                                                    | 19,0                                                    | 5,6                                                     | 7,0                                                     | 12,6                                                    |                                                         |      |
| Alagoas                                                 | 6,0                                                     | 18,0                                                    | 18,6                                                    | 7,2                                                     | 1,4                                                     | 4,1                                                     | 6,9                                                     | 1,2                                                     | 36,5                                                    |                                                         |      |
| Bahia                                                   | 25,1                                                    | 9,5                                                     | 6,2                                                     | 9,1                                                     | 14,5                                                    | 4,9                                                     | 2,4                                                     | 6,4                                                     | 21,9                                                    |                                                         |      |
| Ceará                                                   | 16,2                                                    | 22,8                                                    | 8,2                                                     | 4,4                                                     | 0,8                                                     | 9,5                                                     | 14,3                                                    | 3,4                                                     | 20,3                                                    |                                                         |      |
| Maranhão                                                | 7,1                                                     | 25,8                                                    | 11,0                                                    | 4,1                                                     | 3,8                                                     | 5,1                                                     | 5,1                                                     | 5,3                                                     | 32,8                                                    |                                                         |      |
| Paraíba                                                 | 9,7                                                     | 33,9                                                    | 13,9                                                    | 4,8                                                     | 8,7                                                     | 6,7                                                     | 4,1                                                     | 6,8                                                     | 11,4                                                    |                                                         |      |
| Pernambuco                                              | 15,3                                                    | 3,7                                                     | 8,1                                                     | 8,9                                                     | 7,5                                                     | 6,4                                                     | 24,6                                                    | 3,9                                                     | 21,7                                                    |                                                         |      |
| Piauí                                                   | 18,0                                                    | 21,0                                                    | 3,4                                                     | 6,7                                                     | 20,1                                                    | 0,3                                                     | 9,9                                                     | 1,1                                                     | 19,5                                                    |                                                         |      |
| Rio Grande do Norte                                     | 15,1                                                    | 13,5                                                    | 7,4                                                     | 0,3                                                     | 16,6                                                    | 13,6                                                    | 11,3                                                    | 0,5                                                     | 21,8                                                    |                                                         |      |
| Sergipe                                                 | 23,0                                                    | 13,6                                                    | 1,5                                                     | 0,6                                                     | 12,1                                                    | 7,9                                                     | 10,5                                                    | 6,5                                                     | 24,2                                                    |                                                         |      |
| Distrito Federal                                        | 26,7                                                    | 6,2                                                     | 2,7                                                     | 0,3                                                     | 4,5                                                     | 12,0                                                    | 0,8                                                     | 20,1                                                    | 26,8                                                    |                                                         |      |
| Goiás                                                   | 9,9                                                     | 18,6                                                    | 18,6                                                    | 9,0                                                     | 12,7                                                    | 5,4                                                     | 0,1                                                     | 6,7                                                     | 19,1                                                    |                                                         |      |
| Mato Grosso                                             | 12,6                                                    | 10,2                                                    | 13,1                                                    | 18,3                                                    | 6,3                                                     | 19,0                                                    | 7,1                                                     | 2,8                                                     | 10,6                                                    |                                                         |      |
| Mato Grosso do Sul                                      | 23,2                                                    | 27,3                                                    | 12,1                                                    | 4,5                                                     | 8,1                                                     | 11,7                                                    | 3,4                                                     | 2,6                                                     | 7,2                                                     |                                                         |      |
| Espírito Santo                                          | 8,7                                                     | 16,4                                                    | 5,7                                                     | 3,5                                                     | 0,4                                                     | 7,2                                                     | 21,0                                                    | 17,0                                                    | 20,0                                                    |                                                         |      |
| Minas Gerais                                            | 17,5                                                    | 10,2                                                    | 15,4                                                    | 7,7                                                     | 7,2                                                     | 8,3                                                     | 1,7                                                     | 4,7                                                     | 27,3                                                    |                                                         |      |
| Rio de Janeiro                                          | 10,0                                                    | 17,6                                                    | 4,0                                                     | 4,9                                                     | 5,2                                                     | 15,0                                                    | 6,0                                                     | 5,9                                                     | 31,2                                                    |                                                         |      |
| São Paulo                                               | 19,2                                                    | 2,1                                                     | 18,9                                                    | 6,4                                                     | 6,9                                                     | 8,7                                                     | 9,5                                                     | 4,0                                                     | 24,3                                                    |                                                         |      |
| Paraná                                                  | 12,2                                                    | 17,3                                                    | 11,9                                                    | 7,3                                                     | 5,9                                                     | 4,1                                                     | 4,3                                                     | 2,9                                                     | 34,0                                                    |                                                         |      |
| Rio Grande do Sul                                       | 24,9                                                    | 12,6                                                    | 5,2                                                     | 13,3                                                    | 3,5                                                     | 0,3                                                     | 5,6                                                     | 8,4                                                     | 26,2                                                    |                                                         |      |
| Santa Catarina                                          | 17,6                                                    | 25,0                                                    | 12,2                                                    | 13,8                                                    | 17,0                                                    | 1,4                                                     | 0,6                                                     | 2,8                                                     | 9,6                                                     |                                                         |      |

| Unidade federativa  | Total | Assentos obtidos na Câmara de Deputados | Assentos obtidos na Câmara de Deputados | Assentos obtidos na Câmara de Deputados | Assentos obtidos na Câmara de Deputados | Assentos obtidos na Câmara de Deputados | Assentos obtidos na Câmara de Deputados | Assentos obtidos na Câmara de Deputados | Assentos obtidos na Câmara de Deputados | Assentos obtidos na Câmara de Deputados | Assentos obtidos na Câmara de Deputados | Assentos obtidos na Câmara de Deputados | Assentos obtidos na Câmara de Deputados | Assentos obtidos na Câmara de Deputados |   |   |
| Unidade federativa  | Total | PT                                      | PMDB                                    | PSDB                                    | PP                                      | DEM                                     | PR                                      | PSB                                     | PDT                                     | PTB                                     | PSC                                     | PCdoB                                   | Outros                                  |                                         |   |   |
| ------------------- | ----- | --------------------------------------- | --------------------------------------- | --------------------------------------- | --------------------------------------- | --------------------------------------- | --------------------------------------- | --------------------------------------- | --------------------------------------- | --------------------------------------- | --------------------------------------- | --------------------------------------- | --------------------------------------- | --------------------------------------- | - | - |
| Unidade federativa  | Total | Acre                                    | 8                                       | 2                                       | 1                                       | 1                                       | 1                                       |                                         |                                         |                                         |                                         |                                         | Outros                                  | 1                                       | 1 | 1 |
| Alagoas             | 9     |                                         | 2                                       | 1                                       | 1                                       |                                         | 1                                       | 1                                       |                                         | 2                                       |                                         |                                         | 1                                       |                                         |   |   |
| Amapá               | 8     | 1                                       | 1                                       | 1                                       |                                         | 1                                       |                                         | 1                                       | 1                                       |                                         |                                         | 1                                       | 1                                       |                                         |   |   |
| Amazonas            | 8     | 1                                       | 1                                       |                                         | 2                                       | 1                                       | 1                                       |                                         |                                         | 1                                       | 1                                       |                                         |                                         |                                         |   |   |
| Bahia               | 39    | 10                                      | 2                                       | 2                                       | 4                                       | 6                                       | 3                                       |                                         | 4                                       | 1                                       | 2                                       | 3                                       | 2                                       |                                         |   |   |
| Ceará               | 22    | 4                                       | 5                                       | 2                                       | 1                                       |                                         | 2                                       | 4                                       | 1                                       | 1                                       |                                         | 2                                       |                                         |                                         |   |   |
| Distrito Federal    | 8     | 3                                       | 1                                       |                                         |                                         |                                         | 2                                       |                                         | 1                                       |                                         |                                         |                                         | 1                                       |                                         |   |   |
| Espírito Santo      | 10    | 1                                       | 2                                       | 1                                       |                                         |                                         |                                         | 2                                       | 3                                       |                                         | 1                                       |                                         |                                         |                                         |   |   |
| Goiás               | 17    | 1                                       | 4                                       | 3                                       | 2                                       | 3                                       | 1                                       |                                         | 1                                       | 1                                       |                                         |                                         | 1                                       |                                         |   |   |
| Maranhão            | 18    | 1                                       | 5                                       | 3                                       | 1                                       | 1                                       | 1                                       | 1                                       |                                         | 1                                       |                                         |                                         | 4                                       |                                         |   |   |
| Mato Grosso         | 8     |                                         | 1                                       | 1                                       | 2                                       | 1                                       | 2                                       | 1                                       |                                         |                                         |                                         |                                         |                                         |                                         |   |   |
| Mato Grosso do Sul  | 8     | 2                                       | 3                                       | 1                                       |                                         | 1                                       | 1                                       |                                         |                                         |                                         |                                         |                                         |                                         |                                         |   |   |
| Minas Gerais        | 53    | 8                                       | 7                                       | 8                                       | 5                                       | 3                                       | 7                                       | 1                                       | 2                                       | 1                                       | 1                                       | 1                                       | 9                                       |                                         |   |   |
| Pará                | 17    | 4                                       | 4                                       | 3                                       |                                         | 1                                       | 1                                       |                                         | 1                                       | 1                                       | 1                                       |                                         | 1                                       |                                         |   |   |
| Paraíba             | 12    | 1                                       | 5                                       | 2                                       | 1                                       | 1                                       | 1                                       |                                         | 1                                       |                                         |                                         |                                         |                                         |                                         |   |   |
| Paraná              | 30    | 5                                       | 6                                       | 3                                       | 3                                       | 2                                       | 1                                       | 1                                       |                                         | 1                                       | 4                                       |                                         | 4                                       |                                         |   |   |
| Pernambuco          | 25    | 4                                       | 1                                       | 2                                       | 2                                       | 2                                       | 2                                       | 5                                       | 1                                       | 4                                       | 1                                       | 1                                       |                                         |                                         |   |   |
| Piauí               | 10    | 2                                       | 2                                       |                                         | 1                                       | 2                                       |                                         | 1                                       |                                         | 1                                       |                                         | 1                                       |                                         |                                         |   |   |
| Rio de Janeiro      | 46    | 5                                       | 8                                       | 2                                       | 3                                       | 2                                       | 8                                       | 3                                       | 3                                       | 1                                       | 2                                       | 1                                       | 8                                       |                                         |   |   |
| Rio Grande do Norte | 8     | 1                                       | 1                                       |                                         |                                         | 2                                       | 1                                       | 1                                       |                                         |                                         |                                         |                                         | 2                                       |                                         |   |   |
| Rio Grande do Sul   | 31    | 8                                       | 4                                       | 1                                       | 6                                       | 1                                       |                                         | 3                                       | 3                                       | 3                                       |                                         | 2                                       |                                         |                                         |   |   |
| Rondônia            | 8     | 1                                       | 2                                       |                                         | 1                                       |                                         |                                         | 1                                       | 1                                       | 1                                       |                                         |                                         | 1                                       |                                         |   |   |
| Roraima             | 8     |                                         | 2                                       | 1                                       | 1                                       | 1                                       | 1                                       |                                         |                                         |                                         |                                         |                                         | 2                                       |                                         |   |   |
| Santa Catarina      | 16    | 4                                       | 5                                       | 2                                       | 2                                       | 3                                       |                                         |                                         |                                         |                                         |                                         |                                         |                                         |                                         |   |   |
| São Paulo           | 70    | 15                                      | 1                                       | 13                                      | 4                                       | 6                                       | 4                                       | 7                                       | 3                                       | 2                                       | 2                                       | 2                                       | 11                                      |                                         |   |   |
| Sergipe             | 8     | 2                                       | 1                                       |                                         |                                         | 1                                       | 1                                       | 1                                       |                                         |                                         | 1                                       |                                         | 1                                       |                                         |   |   |
| Tocantins           | 8     |                                         | 1                                       | 1                                       | 1                                       | 2                                       |                                         | 1                                       | 1                                       |                                         |                                         |                                         | 1                                       |                                         |   |   |
| Total               | 513   | 86                                      | 78                                      | 54                                      | 44                                      | 43                                      | 41                                      | 35                                      | 27                                      | 22                                      | 17                                      | 15                                      | 51                                      |                                         |   |   |

### Por bancadas
| Composição das bancadas no Congresso Nacional após as eleições de 2010*                        |
| ---------------------------------------------------------------------------------------------- |
| Câmara                                                                                         |
| Bloco governista: 359 / 513 Bloco de oposição: 136 / 513 Partido Verde: 15 / 513 PSOL: 3 / 513 |
| Senado                                                                                         |
| Bloco governista: 54 / 81 Bloco de oposição: 25 / 81 PSOL: 2 / 81                              |
| (*) Projeções. Nem todos partidos formam uma bancada coesa.                                    |